# Федеральный резервный банк Сент-Луиса
Федеральный резервный банк Сент-Луиса (англ. Federal Reserve Bank of St. Louis; St. Louis Fed) — один из 12 резервных банков США, входящих в Федеральную резервную систему. Расположен в центре Сент-Луиса, в штате Миссури, который является единственным штатом, где находятся сразу два резервных банка (второй — в Канзас-Сити).
Резервный банк Сент-Луиса является штаб-квартирой Восьмого округа Федеральной резервной системы, который включает в себя Арканзас, части Иллинойса, Индианы, Кентукки, Миссисипи, восточную половину Миссури и Западный Теннесси. У Банка есть отделения в Литл-Роке, Луисвилле и Мемфисе. Банк проводит локальные, национальные и глобальные экономические исследования, предоставляет надзорные и регулирующие услуги для банков и банковских холдинговых компаний, обеспечивает наличные деньги и монеты для Восьмого округа и за его пределами, предоставляет возможности для получения экономического образования.
Банк был учреждён 18 мая 1914 года. Его основное здание, открытое 1 июня 1925 года в Сент-Луисе на 411 Locust Street, было спроектировано фирмой «Mauran, Russell & Crowell», которая разработала проекты многих больших зданий в Сент-Луисе в начале 20 века.
Президентом и главным исполнительным директором ФРС Сент-Луиса с 1 апреля 2008 года является Джеймс Буллард.

## Совет директоров

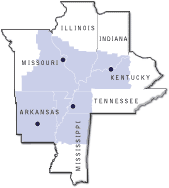
Карта Восьмого округа

В состав Совета директоров ФРС Сент-Луиса входят (по состоянию на 19.12.2021):
Класс C
- Председатель — Сюзанна Ситервуд, генеральный директор Spire Inc.; Сент-Луис
- Заместитель председателя — Джеймс М. МакКелви-младший, основатель и генеральный директор Invisible Inc.; Сент-Луис
- Кэролайн Чизм Харди, генеральный директор Chism Hardy Investments LLC; Бартлетт, Теннесси

Класс B
- Р. Эндрю Клайд, президент и главный исполнительный директор Murphy USA Inc.; Эльдорадо, Арканзас
- Элис К. Хьюстон, генеральный директор HJI Supply Chain Solutions; Луисвилл, Кентукки
- Пенни Пеннингтон, управляющий партнёр Edward Jones; Сент-Луис

Класс А
- Патрисия Л. Кларк, президент First National Bank of Raymond; Рэймонд, Иллинойс
- Элизабет Г. Маккой, генеральный директор Planters Bank Inc.; Хопкинсвилл,Кентукки
- К. Митчелл Уэйкастер, президент и главный исполнительный директор Renasant Bank; Тьюпело, Миссури

## Президенты Банка
Когда в 1914 году была создана Федеральная резервная система, главные исполнительные директоры региональных банков назывались управляющими (Governors). Эта должность была переименована в президента в соответствии с Законом о банках 1935 года.
| Управляющие |  |                                |           |                 |                    |        |
| 1           |  | Ролла Уэллс                    | 1856–1944 | 28 октября 1914 | 5 февраля 1919     | [ 7 ]  |
| 2           |  | Дэвид К. Биггс                 | 1866–1931 | 5 февраля 1919  | 31 декабря 1928    | [ 8 ]  |
| 3           |  | Уильям Макчесни Мартин-старший | 1874–1955 | 16 января 1929  | —                  | —      |
| Президенты  |  |                                |           |                 |                    |        |
| –           |  | Уильям Макчесни Мартин-старший | 1874–1955 | —               | 28 февраля 1941    | [ 9 ]  |
| 4           |  | Честер К. Дэвис                | 1887–1975 | 16 апреля 1941  | 1 февраля 1951     | [ 10 ] |
| 5           |  | Делос К. Джонс                 | 1899—1981 | 1 февраля 1951  | 28 февраля 1962    | [ 11 ] |
| 6           |  | Гарри А. Шуфорд                | 1913-2007 | 1 октября 1962  | 16 января 1966     | [ 12 ] |
| 7           |  | Дэррил Р. Фрэнсис              | 1912–2002 | 17 января 1966  | 29 февраля 1976    | [ 13 ] |
| 8           |  | Лоуренс К. Роос                | 1918–2005 | 22 марта 1976   | 31 января 1983     | [ 14 ] |
| 9           |  | Теодор Х. Робертс              |           | 1 февраля 1983  | 31 декабря 1984    | [ 15 ] |
| 10          |  | Томас К. Мельцер               |           | 1 июня 1985     | 31 января 1998     | [ 16 ] |
| 11          |  | Уильям Пул                     | 1937–     | 23 марта 1998   | 31 марта 2008      | [ 17 ] |
| 12          |  | Джеймс Буллард                 |           | 1 апреля 2008   | по настоящее время | [ 18 ] |